# Ярошик Ганна Іллівна
Ганна Іллівна Ярошик (нар. 28 лютого 1905, Пурдівка — пом. невідомо) — українська радянська скульпторка; членкиня Спілки радянських художників України.

## Біографія
Народилася 28 лютого 1905 року в селі Пудрівці (тепер Щастинський район Луганської області, Україна). 1945 року закінчила Київський художній інститут (викладачі: Михайло Лисенко, Леонора Блох). Членкиня КПРС.
Жила у Києві, в будинку на вулиці Філатова, № 10 а, квартира № 6.

## Творчість
Працювала в галузі станкової скульптури. Серед робіт:
- «Полонянка фашизму» (1947);
- «Портрет стахановця газопроводу „Дашава—Київ“ товариша Абращенка» (1948);
- «Сон» (1961, у співавторстві з Антоном Божко)[1];
- «На панщині» (1962);
- «Піонерка» (1963);
- «К. Беті» (1967).

Брала участь у всеукраїнських виставках з 1947 року.